# 2,5-二氯苯酚
2,5-二氯苯酚（2,5-DCP）是一种有机化合物，化学式为Cl2C6H3OH，它是二氯苯酚的同分异构体之一。它是生产2,4,5-三氯苯氧乙酸的中间体。
它和炔丙基溴在碳酸钾存在下反应，可以得到1,4-二氯-2-炔丙氧基苯。